# Beneš Krabice z Veitmile
Beneš Krabice z Veitmile, starší prameny uvádějí Weitmile († 27. července 1375), byl český katolický kněz, v letech 1363–1375 arcijáhen žatecký, pražský kanovník, autor latinsky psané kroniky a třetí ředitel stavby pražské katedrály.

## Životopis a rodina
Patřil k nejznámějším příslušníkům rodu Krabiců z Weitmile, jehož předci přišli do Čech z Durynska. Rod byl původně usazen v severních Čechách a náležel k drobné šlechtě, ale někteří jeho členové žili i jako měšťané v České Lípě, a to asi již od založení města Jindřichem z Lipé. V České Lípě se pravděpodobně narodil i Beneš Krabice.
Jméno Beneš bylo v rodině oblíbené, takže u některých údajů nelze s jistotou rozhodnout, s kterou osobou tohoto jména jsou spojeny. V roce 1350 byl ustanoven správcem brněnské farnosti svatého Jakuba a později se stal i kanovníkem svatovítským. Od roku 1355 řídil stavbu nové pražské katedrály, chrámu svatého Víta, přičemž dohlížel na práci Petra Parléře a jeho dílny. V roce 1373 dal přenést do nové katedrály pozůstatky českých panovníků a o rok později (1374) i těla biskupů. Před svatováclavskou kaplí byl pohřben i on. Jeho portrétní busta, vytesaná v Parléřově dílně z pískovce, se zachovala na severní straně chóru ve vnitřním triforiu chrámu. Latinský nápis, vytesaný gotickou frakturou pod bustou, nazývá Beneše jménem Benedictus dictus Crabiczie, označuje ho za třetího ředitele stavby katedrály (director fabricae tertius) a připojuje přesné datum jeho úmrtí (obiit anno d. 1375 die 27 mensis julii).

## Dílo
Na přání Karla IV. napsal spis Cronica ecclesiae Pragensis, česky Kronika pražského kostela, často nazývaná Kronika Beneše Krabice z Veitmile. Dílo je rozděleno do čtyř knih a zaznamenává události z let 1283–1374. První tři knihy jsou úpravou kroniky Františka Pražského, která byla dovedena do roku 1353, ale přebírané zprávy doplňoval Beneš Krabice vlastními přídavky i úsudky a užil též neznámých záznamů. Čtvrtou knihu napsal samostatně, i když v ní převyprávěl část vlastního životopisu Karla IV. a částečně použil i životopis Arnošta z Pardubic, jehož autorem byl vyšehradský děkan Vilém z Lestkova.
Kronika pražského kostela, jako i další kroniky doby Karlovy, nedosahuje hodnoty o málo starší Zbraslavské kroniky, literární úroveň textu je nevalná a ani jako historik se její autor nevyrovná Petru Žitavskému. Přesto zejména čtvrtá kniha představuje důležitý pramen pro poznání doby Karla IV. Poslední kniha kroniky obsahuje řadu cenných zpráv, neboť v ní Beneš Krabice popisuje události, které osobně zažil nebo se o nich dověděl od hodnověrných svědků. Je zde i vůbec nejstarší dochovaný zápis svatováclavského chorálu. Popsal též okolnosti vzniku Velkého jezera, dnes zvaného Máchovo jezero.

## Odraz v kultuře
Postava Beneše Krabice z Weitmile se vyskytla v semináři před divadelní hrou České nebe od Zdeňka Svěráka a Ladislava Smoljaka. Vedle Beneše Krabice v Cimrmanově prvotině vystupuje také Smil Flaška z Pardubic, se kterým Beneš vede dialog o milostných trampotách.

## Vydání latinského originálu
- Gelasius Dobner: Monumenta historica Bohemiae nusquam antehac edita (1764–1785), edice dosud nevydaných historických pramenů
- František Martin Pelcl: Scriptores rerum Bohemicarum II, 1784
- Kronika Beneše z Weitmile. In: EMLER, Josef, ed. Prameny dějin českých. Díl IV. = Fontes rerum Bohemicarum. Tom IV. V Praze: Nákladem Nadání Františka Palackého, 1884. Dostupné online. S. 457–548. (latinsky)

## České překlady
- BLÁHOVÁ, Marie, ed. et al. Kroniky doby Karla IV. 1. vyd. Praha: Svoboda, 1987. 647 s. cnb000038226. Oddíl Beneš Krabice z Weitmile „Kronika pražského kostela" (přeložila Marie Bláhová), s. 173–268.
- BLÁHOVÁ, Marie, ed. et al. Karel IV. v soudobých kronikách. Praha: Argo, 2016. 270 s. ISBN 978-80-257-1849-0. Oddíl Beneš Krabice z Veitmile : „Kronika pražského kostela" (přeloženo z latiny), s. 160–240.